# Хагакуре
Хага́куре (яп. 葉隱 (葉隠) «Листям приховане», або Хага́куре Кікі́гакі яп. 葉隠聞書 — «Записи про Приховане в листях») — один з найавторитетніших трактатів присвячених бусідо — неписаному кодексу поведінки самурая, що став результатом процесу кристалізації системи моральних цінностей японських воїнів протягом кількох століть. Автором цього трактату, який став свого роду «святим письмом» для самураїв, був Ямамото Цунетомо — «самурай, який десять років прослужив даймьо Нобесіма Наосіге, а після його смерті став буддійським ченцем». 
Після смерті свого сюзерена, рішенням сьогунату Токугава, Цунетомо було відмовлено в здійсненні сеппуку (ритуального самогубства). Цими обставинами і був зумовлений відхід Ямамото від світського життя. Сам трактат написаний не Ямамото Цунетомо, а самураєм Цурамото Матадзаемон Тасіро, який прийшов до Ямамото за настановами і записував протягом семи років те, що йому розповідав про Шлях воїна знаменитий Дзьоте. Коли книга з висловами була завершена, Ямамото наказав спалити рукопис, однак Цурамото Тасіро не послухав вчителя і зберіг книгу, з якої після його смерті почав робити копії. Книга швидко поширилася серед самураїв провінції Сага (однак протягом кількох десятирічь вона була майже невідома самураям інших провінцій), які дуже високо її цінували. Особливий інтерес до «Хагакуре» проявився на початку XX-го століття, і в 1930 році воно стало найзнаменитішим зразком ідей бусідо в Японії.
Хагакуре також відоме під назвою «Збірка Набесіма» або «Збірка Хагакуре». Варіант, що дійшов до нас, складається з 11 книг (1300 коротких історій) і заключної частини під назвою "Думки вголос вечірньою порою". Трактат датується 1716 роком. Цю дату одностайно сприймають усі історики, що вивчають «Хагакуре», а ось дата початку створення трактату викликає деякі дискусії: 1709 або 1710 рік.
Композиція і зміст збірки ретельно продумані. Книга Перша і Книга Друга є вченням Ямамото (самурая з провінції Сага), що і є ядром трактату. Книги Третя, Четверта і П'ята містять вислови і діяння Набесіма Наосіге, Набесіма Кацусіге, Набесіма Мицусіге і Набесіме Цунасіге (клан, якому був вірний Ямамото, — майстер Хагакуре). Книги з Шостої по Дев'яту присвячені традиціям клану, а також висловам і діянням його прославлених самураїв. Книга Десята описує життя самураїв інших провінцій, а Книга Одинадцята є доповненням до попередніх десяти книг.
Надавши своїй книзі назву «Хагакуре», Ямамото Цунетомо підкреслив, що шлях, яким йде воїн, прихований від більшості, що ним йде меншість і сутність його дано пізнати не кожному. У своєму творі автор виклав безліч принципів, які вчать самовдосконаленню, самодисципліні, такту, рішучості, честі й гідності. В «Хагакуре» відображається ідея служіння і вірності самурая своєму сюзерену, міститься багато норм і правил поведінки, яких самураєві слід дотримуватися в суспільстві, як в мирний час, так і воєнний.
В «Хагакуре» не вказується, що бусідо — це кодекс честі самурая, хоча саме цьому присвячена дана книга. Її автор говорить: «Я збагнув, що шлях самурая — це смерть» . Як бачимо, термін бусідо пояснюється як ідеалізація смерті, оскільки шлях самурая полягає у тому, щоб померти на полі битви. Для японських воїнів така смерть вважалася справою честі. Ямамото Цунетомо, звертаючись до самураїв, закликав їх шукати свою дорогу в житті: «Відкинь думки про минуле й майбутнє і не живи повсякденними турботами… тоді Великий шлях буде відкритий перед тобою. Шлях лежить у більш високих вимірах ніж праведність. Шлях самурая — один, це прямий шлях, який не допускає зволікання, і тому головне — діяти відразу» .
Ямамото Цунетомо зазначав, що «не добитися своєї цілі і продовжувати жити — це боягузтво. Померти, не досягнувши цілі, — означало собачу смерть і фанатизм. Але в цьому немає безчестя. В цьому сутність Шляху самурая. Якщо, зміцнюючи своє серце рішучістю щоранку та щовечора, людина зможе жити так, наче тіло її вже померло, шлях буде для неї вільний. Все її життя буде бездоганне, і вона досягне успіху на своїй дорозі» . В трактаті наголошувалося на тому, що кожен самурай повинен мати мету у своєму житті. Упродовж життя, щодня, він повинен просуватися вперед, стаючи більш вмілим ніж вчора, більш вмілим ніж сьогодні. Цей шлях ніколи не закінчується. Добиватися цілі потрібно навіть в тому випадку, якщо знаєш, що приречений на поразку. «Самурай повинен прагнути до того, щоб його називали самураєм» . Він мусить виконувати свій обов'язок перед сюзереном і постійно самовдосконалюватися, його поведінка в будь-якій ситуацію має бути зразком того, як слід діяти на шляху воїна.
Трактат містить багато порад стосовно виховання дитини в самурайській сім'ї. Так, ще з ранніх літ у ній заохочували сміливість, прищеплювали благородність та старалися сформувати прямоту. Наголошувалася увага на тому, що ніколи не потрібно дразнити і залякувати дитину, бо якщо вона «змалку звикне боятися, то пронесе цей недолік через все своє життя» . Підкреслюється необхідність такого відношення до хлопчика, при якому він виросте безстрашним. Цунетомо проповідує виховання, яке спрямоване на формування сильної особистості, яка б не опускала рук при перших невдачах, не гнулась під впливом несприятливих обставин, а завжди зуміла б гідно вистояти перед випробуваннями, які поставить перед нею життя.
Стійкість, загартованість, витривалість — саме такі якості характеризували справжнього самурая, воїна, який незважаючи на перешкоди, завжди йшов до цілі, воїна, чий бойовий дух був такий же незламний, як і його меч. В «Хагакуре» говориться про те, що самурай завжди має бути твердим у своїй рішучості, а на полі бою не повинен думати про перемогу чи поразку, він мусить «необдумано кидатися вперед — на зустріч неминучій смерті» . З цих слів ми можемо зрозуміти, що в «Хагакуре» виховувалася фанатичність, зневажливе ставлення до смерті та нігілістичне відношення до життя, яке Ямамото Цунетомо вважав лише простим сном, ляльковою виставою. Для нього «все в цьому світі — всього лиш театр маріонеток» .
Виховання фанатичності в самураїв було ідеальним засобом добитися від них цілковитої віддачі на полю битви, виконання обов'язків перед сюзереном, незважаючи на небезпеку померти в будь-яку хвилину. В «Хагакуре» вказується, що «золота середина — це еталон всіх речей, однак у військовій справі людина завжди повинна прагнути перевершити інших» . Самурай зобов'язаний проявляти мужність під час поєдинку і бути наполегливим, «кидатися назустріч важким ситуаціям з хоробрістю і радістю», «зціпивши зуби, йти вперед, не звертаючи увагу ні на що».
Воїн не може говорити про свою слабкість: «Навіть у випадковій розмові самураєві не слід жалітися. Він має слідкувати за тим, щоб ніколи не вимовляти слів, які свідчать про слабкість»,. Адже за одним сказаним словом можна судити про справжню сутність людини. Істинний самурай ніколи не повинен розслаблятися і падати духом, його голос завжди має бути впевненим, дух сильний, а дії рішучі. Він має сміливо йти вперед, начебто нічого не може зупинити його на шляху до цілі. Адже той, хто впадає у відчай чи падає духом перед обличчям невдач, ні до чого не придатний. Дуже важливо ніколи не проявляти розчарування і втоми. Людині властиво стомлюватися і бути пригніченою, і самурай в цьому сенсі — не виняток. Але мораль закликає японських воїнів робити неможливе. Самурайська етика спрямована на те, щоб перебороти смуток і апатію, не показувати їх іншим. Вважається, що виглядати здоровим важливіше, ніж бути здоровим, здаватися сміливим і рішучим — важливіше, ніж бути таким. Недарма говорять, що «самурай скористується зубочисткою, навіть не поївши. Всередині — шкіра собаки, зовні — шкіра тигра».
В трактаті Ямамото Цунетомо говориться, що існують два різновиди характеру: «Зовнішній і внутрішній, і людина, у якої бракує першого або другого, нічого не варта. Це, наприклад, як лезо меча, яке слід добре заточити і потім вкласти в піхви, час від часу виймаючи з них і хмурячи брови, як перед сутичкою, витираючи лезо і потім знову вкладаючи його в піхви. Якщо меч постійно відкритий, то людина стане розмахувати ним; інші будуть боятися до неї наближатися, і вона втратить союзників. Якщо меч постійно знаходиться в піхвах, він заіржавіє, клинок затупитися, і люди будуть відповідної думки про його власника».
Особливу увагу в «Хагакуре» присвячено розгляду такої моральної якості як честь, яку самураї цінували більше ніж життя. Якщо самурая образили чи над ним насміялися, то його обов'язок полягав у тому, щоб відплатити, бо «якщо він промовчить, то це свідчитиме про його малодушність». Образа честі самурая іншою особою сприймалася дуже гостро і нерідко призводила до відплати смертю. Однак Ямамото Цунетомо застерігає самураїв уникати надмірної жорстокості, оскільки занадто агресивна реакція на образу сама по собі ганьбила самурая. Він повинен проявляти терпіння та поблажливість. Такі якості свідчили про врівноваженість та самоконтроль, що особливо цінувалося в характері воїна. Якщо ж честь самурая була забруднена ганьбою з його вини чи він вирішив доказати свою невинність, то воїн вважав за необхідне покінчити життя, здійснивши сепукку — ритуальне самовбивство шляхом розрізу живота. Сепукку здійснювалась також в знак протесту проти будь-якої несправедливості для збереження честі чи як жертва в ім'я ідеї, або ж після катакі-уті — помста тим, хто завдав честі самурая ганьби. Адже в бусідо сказано: «Самурай може втратити життя, але не честь». Воїн мав здійснити сепукку, коли усвідомлював, що відповідно до бусідо, його душа більше не може залишатися в тілі. Цей обряд ритуального самовбивства не пов'язаний з релігійними переконаннями (синтоїзмом, буддизмом чи конфуціанством) японських воїнів, хоча беззаперечним залишається і той факт, що кожна з цих релігій залишила свій відбиток на філософії Шляху воїна. Сепукку — феномен притаманний виключно бусідо — шляху, яким йде самурай. Для японських воїнів типове уявлення, що загинути на полі битви і здійснити ритуальне самовбивство — однаково гідно. «З різних видів смерті — смерті від хвороби чи в бою, сепукку або обезголовлювання — ганебною вважалася лише безславна смерть».
Обряд сепукку є малозрозумілим для європейців. Це головним чином зумовлено тим, що християнська мораль, на якій у великій мірі базується європейська цивілізація, забороняє людині здійснювати самовбивство, вважаючи це гріхом. Слід звернути увагу й на те, що відношення до життя і смерті у самураїв було, в порівнянні з європейцями, також відмінним, про що вже говорилося вище. Для того, щоб збагнути дане явище потрібно не тільки відчути дух епохи, в якій жили самураї, але й проникнути у внутрішній світ японських воїнів, зрозуміти їх світоглядні переконання та систему моральних цінностей.
Самураїв не слід розглядати лише як воїнів, навчених досконалому володінню бойовими мистецтвами. Велику увагу вони приділяли вивченню літератури, історії, каліграфії, етики, а не лише військової теорії та володінню бойовими мистецтвами. У японських воїнів виховувалася жага до знань, до інтелектуального збагачення. Ямамото Цунетомо, говорячи про інтелектуальний розвиток, підкреслював, що потрібно завжди собі повторювати: «Цього недостатньо», оскільки «недобре задовольнятися досягнутим розумінням». Не слід покладатися на ту ступінь розуміння, яка тобі відкрилася. Адже досягти успіху можна лише у тому випадку, коли постійно працюєш над своїм розвитком: духовним, розумовим та фізичним. У спілкуванні з людьми Цунетомо бачив хороший спосіб збагатити свої знання, оскільки, «вислуховуючи думки інших, ти розвиваєшся», а «часте спілкування з людьми, — на його думку, — це перший крок, щоб перевершити інших». Поряд з цим він гостро засуджував вихваляння перед іншими та наголошував на тому, що самурай повинен бути скромним.
Ямамото Цунетомо дає корисні поради про те, як краще поводитися в повсякденному житті. Так, «в дружній розмові чи при офіційній зустрічі самураю слід дивитися в очі співрозмовникові і в жодному випадку не говорити, опустивши погляд, оскільки це свідчитиме про неповагу до співрозмовця». У спілкуванні з людьми важлива неупередженість. Вважається, що запитувати, коли знаєш, означає поступати ввічливо, а запитати, коли не знаєш, — абсолютно необхідно. Позіхати в присутності інших — ознака поганого тону. Те саме відноситься і до чихання: «Людина, яка чхає в присутності інших, виглядає безглуздо». Неприродний сміх свідчить про відсутність самоповаги в чоловіків і про розпущеність у жінок, тому потрібно завжди контролювати свої емоції. Цунетомо вчить, що самурай повинен кожну допущену помилку виправляти одразу ж, не роздумуючи, бо якщо спробувати її приховати, то вона ще більше кидатиметься в очі, а сліди виправленої помилки швидко зникнуть. Також в «Хагакуре» підкреслювалася необхідність виховання в собі такої риси характеру, як самостійність: «Якщо потрібно щось зробити, то краще всього робити це самому». У всіх справах самураю слід покладатися лише на власні сили. Це зумовлено тим, що іноді нам доводиться звертатися до кого-небудь з проханням, а якщо це робиться неодноразово, то перетворюється на настирливість по відношенню до цієї людини і тому така поведінка може показатися нетактовною.
Самураї поважали в людині такі риси характеру, як прямота і чесність, а брехня для них була ознакою боягузтва і сприймалася як ганебний прояв слабкості. Слово самурая вважалося достойною гарантією правдивості будь-якого твердження. Коли одного самурая попросили поклястися перед богами на знак підтвердження своїх слів, він сказав: «Слово самурая міцніше металу. Якщо самурай щось твердо вирішив, навіть божества і будди не в змозі змінити цього». Тоді було вирішено, що клятва непотрібна. «Слово — квітка серця. Це не просто порожній звук». Для самурая, коли б він не говорив, важливе кожне слово. Адже одне слово дає можливість сказати про військову доблесть. В мирні часи слова виявляють сміливість людини, а в неспокійні часи — говорять про силу і малодушність. Благородне слово воїна було настільки вагомим, що обіцянки, як правило, давали і виконували без всяких письмових угод і клятв, оскільки самурай сам вважався «втіленням свого слова».
Також «Хагакуре» повчає, що щирість — важлива складова частина людських відносин. „Прислів'я говорить: «Якщо хочеш заглянути в серце людини, захворій». Коли ви хворі, або у вас труднощі, багато хто з ваших друзів чи знайомих відвернеться від вас. Якщо людина захворіла, або опинилася в скрутному становищі, слід обов'язково дізнатися, як у неї справи, відвідавши особисто або надіславши якийсь подарунок. І ніколи в житті не варто забувати про те, хто вам допоміг. Так можна багато дізнатися про те, як ставляться до тебе інші люди. Адже у цьому світі багато таких людей, які розраховують на інших, коли самі опиняються в скрутному становищі, а потім навіть і не згадують про них. За тими випробуваннями, які доля ставить перед людиною, неможливо визначити хороша вона чи погана, успіхи і невдачі залежать від долі. Хороші і погані вчинки — це Шлях людини. А відплата за добро і зло — це просто етика, призначена для виховання моральності“.
Як бачимо, «Хагакуре» увібрало в себе основні принципи та ідеї бусідо — кодексу, що являв собою особливу систему поглядів, норм і оцінок, які стосувалися поведінки самурая, формування і зміцнення його моральних якостей, способів виховання самурайської молоді і відносин між представниками середньовічної японської еліти. Кодекс честі, попри те, що залишався суто становою мораллю, відіграв важливу роль в історії Японії в той час, коли правління в ній зосереджувалося в руках самураїв. Та навіть сьогодні, коли самураї як панівний військовий та політичний стан країни відійшов у минуле, ідеї бусідо не згасли, вони зберігають своє значення, хоча вже в дещо іншій формі. Кодекс бусідо здійснив вагомий вплив на формування світогляду, філософії та життєвих принципів не лише самураїв у період сьогунату, але й мав подальший вплив на розвиток японської нації, її культури та ідеології. В «Хагакуре» ми знаходимо унікальне розуміння людської природи і мудрість, яка, будучи написаною в далекому минулому, не втратила свого значення і сьогодні.